# 乔纳森·多兰
乔纳森·多兰（1994年12月19日—），愛爾蘭男子羽毛球運動員。

## 簡歷
2013年10月，乔纳森·多兰出戰愛爾蘭未來系列賽，與山姆·马吉合作赢得男子雙打比賽冠軍。

## 主要比賽成績
只列出曾進入準決賽的國際賽事成績：
| 年份   | 賽事                   | 公開賽級別 | 項目     | 拍檔            | 成績   |
| ------ | ---------------------- | ---------- | -------- | --------------- | ------ |
| 2012年 | 愛爾蘭羽毛球未來系列賽 | 未來系列賽 | 混合雙打 | 阿兰娜·斯蒂芬森 | 準決賽 |
| 2013年 | 愛爾蘭羽毛球未來系列賽 | 未來系列賽 | 男子雙打 | 山姆·马吉       | 冠軍   |
| 2019年 | 捷克羽毛球公開賽       | 未來系列賽 | 男子單打 | －              | 冠軍   |
| 2019年 | 賽普勒斯羽毛球國際賽   | 未來系列賽 | 男子單打 | －              | 冠軍   |
| 2020年 | 斯洛伐克羽毛球公開賽   | 未來系列賽 | 男子單打 | －              | 準決賽 |
| 2022年 | 盧森堡羽毛球公開賽     | 國際系列賽 | 男子單打 | －              | 準決賽 |

| 2007-2017年 | 首要超級賽 | 超級賽 | 黃金大獎賽 | 大獎賽 | 國際挑戰賽 | 國際系列賽 | 未來系列賽 | 其他 |

| 2018-2026年 | 總決賽 | 超級1000賽 | 超級750賽 | 超級500賽 | 超級300賽 | 超級100賽 | 國際挑戰賽 | 國際系列賽 | 未來系列賽 | 其他 |